# Кумагаи, Тосихито
Тосихито Кумагаи (яп. 熊谷俊人; род. 18 февраля 1978, Тэнри, Нара, Япония) — японский политический и государственный деятель, губернатор Тибы (с 2021).

## Биография
Родился 18 февраля 1978 года в городе Тэнри, префектура Нара, Япония.
После окончания средней школы он поступил в Университет Васэда, который окончил в 2001 году со степенью в области политологии и экономики. Позднее он стал сотрудником компании «NTT Docomo Business», где работал в отделе планирования.
В 2005 году он был избран депутатом городского собрания Тибы, а в 2007 году присоединился к «Демократической партии Японии». В 2009 году он вышел из состава партии, после чего одержал победу на выборах мэра города, официально вступив в должность 14 июня. 
В марте 2021 года он объявил об отставке с поста главы города для выдвижения своей кандидатуры на выборах губернатора префектуры Тиба. Он одержал по победу по итогам голосования и 5 апреля официально вступил в должность.